# Wakely Mountain Fire Observation Station
La Wakely Mountain Fire Observation Station est une tour de guet du comté de Hamilton, dans l'État de New York, dans le nord-est des États-Unis. Située à 1 141 mètres d'altitude dans le parc Adirondack, dans les Adirondacks, elle a été érigée en 1916. Elle est inscrite au Registre national des lieux historiques depuis le 3 octobre 2003.